# Antonio Lopez (Illustrator)
Antonio Lopez (Künstlername Antonio; * 11. Februar 1943 in Utuado, Puerto Rico; † 17. März 1987 in Los Angeles) war ein US-amerikanischer Modezeichner.

## Leben
Antonio Lopez’ Eltern übersiedelten 1950 von Puerto Rico nach New York City, wo er die High School of Art and Design in Manhattan und das Fashion Institute of Technology besuchte. Der Sohn eines Schaufensterpuppenherstellers und einer Schneiderin war früh mit Mode in Berührung gekommen. So half Lopez seinem Vater beim Knüpfen von Perücken und Schminken der Schaufensterpuppen. Seine Mutter beauftragte ihn Applikationen für ihre Kleider anzufertigen. Diese erregten so viel Aufmerksamkeit, dass er ein Stipendium erhielt.
Noch während seiner Ausbildung begann er bei der Modewirtschaftszeitung Women's Wear Daily zu zeichnen und arbeitete mit 19 Jahren erstmals für die New York Times. 1969 zog er für sieben Jahre nach Paris, wo er mit Karl Lagerfeld zusammenarbeitete. 1974 entdeckte Lopez das Model Jessica Lange und zusammen mit seinem Arbeitskollegen Juan Eugene Ramos später auch die Models Grace Jones und Tina Chow. Mit dem Model Jerry Hall lebte er in Paris eine Zeit lang zusammen.
Sein Leben in Paris wird häufig als das „eines lebenslustigen, weltoffenen und extrem produktiven Genies, eines Partyvogels, der Männer und Frauen liebte“ beschrieben. Zudem war er sehr bekannt und respektiert in der Mode- und Kunstszene, mit deren Größen wie z. B. Andy Warhol er befreundet war. Im Nachtleben von Paris und anderen Modemetropolen trat Lopez als extravaganter und individueller Geist in Erscheinung.
Nach seiner Rückkehr in die USA betätigte sich Lopez auch als Lehrer. Seine Zeichnungen wurden von Vogue, Harper’s Bazaar, Elle, Interview und der New York Times verwendet.
Als sich Lopez zu einem Besuch in Los Angeles aufhielt, starb er dort an seiner Aidserkrankung.

## Werk
Spätestens seit Ende der 1970er Jahre galt Lopez als einer der stilbildenden Vordenker seiner Disziplin. Die Modeillustration hatte seit den 1960ern mit der Verbreitung der Modefotografie zwar an Bedeutung verloren, doch existierten sie noch Jahrzehnte nebeneinander. Seine Zeichnung wurden in den führenden Modemagazinen wie Harper’s Bazaar, Vogue und Elle veröffentlicht und galten als Ritterschlag für die dargestellten Models. Er galt als einer der einflussreichsten Persönlichkeiten der Branche und arbeitete eng mit Größen wie Karl Lagerfeld oder Yves Saint Laurent zusammen.
Das Werk von Antonio Lopez zeichnete sich durch die große Kreativität und seine Variabilität über die Jahrzehnte aus. So spiegelten sich die Einflüsse der aufkommenden Subkulturen in seinem Werk wider – Disco und Punk sind nur zwei Beispiele für die Quellen seiner Inspiration.
Auch die Veränderungen der Branche beeinflussten seine Illustrationen, und Lopez gelang es, diese Einflüsse meisterhaft aufzugreifen. Er zeichnete die ersten Models mit multiethnischem Hintergrund, die er sowohl sehr individuell als auch als universelle Persönlichkeiten darstellte. Die Fähigkeit, in seinen Zeichnungen die persönlichen Attribute der Menschen abzubilden, wird als einer der Gründe angeführt, weshalb er sich mit den großen Fotografen seiner Zeit messen konnte. Durch die Haltung des Halses, des Kopfes und einen leicht überheblichen Blick arbeitete er das Selbstbewusstsein der dargestellten Frauen heraus. Jerry Hall schreibt in ihren Memoiren: „Antonio brachte immer Humor und Leichtigkeit in seine Arbeit […] Er hat niemals aufgehört zu zeichnen, experimentierte mit unterschiedlichen Stilen und produzierte zahllose Werke.“ Paloma Picasso berichtete im W Magazine über seinen Arbeitsstil in seinem Pariser Appartement am Boulevard Saint-Germain, das ihm von seinem Freund Lagerfeld zur Verfügung gestellt wurde: „I always thought it was amazing he could work in the middle of all that, but he liked it. It made it more exciting […] He’d start drawing at the end of the afternoon, and we’d go until four or five in the morning. I had never posed like that before—not even for my parents!“ Während des Zeichnens dröhnten Curtis Mayfield und T. Rex aus einem Ghettoblaster, so Picasso weiter.
Neben den Modeillustrationen und Zeichnungen fotografierte Antonio Lopez. Zudem arbeitet er an der Gestaltung der New Yorker Diskothek Studio 54 mit.

## Veröffentlichungen
- mit Christopher Hemphill, Juan Ramos & Karen Amiel: Antonio’s Girls. Thames and Hudson, 1982, ISBN 978-0-500-27265-7
- mit Richard Burton & Roy Finamore: Antonio’s Tales from the Thousand & One Nights. Stewart, Tabori & Chang, 1985, ISBN 978-0-941434-77-5